# Abraxas sebaria
Abraxas sebaria là một loài bướm đêm trong họ Geometridae.